# 지역권
|                                           |
| 미국의 재산법                             |
| 미국법 시리즈                             |
| 재산 획득                                 |
| 증여 · 취득시효 · 채권양도                |
| 유실물                                    |
| 처분 · 위탁 · 허가                        |
| 재산권                                    |
| 완전 사유권 · 단순부동산권 · 한사부동산권 |
| 생애부동산권 · 조건부 부동산권            |
| 미래권리 · 부동산 공동소유                |
| 부동산임차권 · 연립주택                   |
| 토지권리의 양도 증서                      |
| 선의의 취득자 · 권원등기제도              |
| 양도증서에 의한 금반언 · 권리 포기서      |
| 임대차 · 형평법상 재산권의 이전           |
| 소유권부담제거소송 · 국가귀속             |
| 미래사용 제한                             |
| 양도제한                                  |
| 영구구속금지의 원칙                       |
| 쉘리사건의 원칙                           |
| 상속권원우선원칙                          |
| 비소유 토지권                             |
| 지역권 · 이익                             |
| 토지와 함께 이전하는 약관                 |
| 에퀴티상의 지역권                         |
| 관련 주제                                 |
| 부착물 · 훼손 · 분할                      |
| 용수권                                    |
| 측면‧지하지지권                           |
| 네모닷                                    |
| 미국법의 다른 영역                        |
| 계약법 · 불법행위법                       |
| 유언신탁법                                |
| 형법 · 증거법                             |

지역권(地役權)은 소유권이 없는 자가 제한적으로 토지를 이용할 수 있는 권리를 말하며 보통 일정한 목적을 위하여 타인의 토지(승역지)를 자기토지(요역지)의 편익에 이용하는 권리를 말한다.

## 영미법

### 종류
- 작위 지역권(affirmative easement)과 부작위 지역권(negative easement)
- 부속 지역권(easement appurtenant)과 대인 지역권(easement in gross)

### 사례
A토지와 B토지가 서로 인접해 있었는데 B토지는 식당을 운영하고 있었다. A토지의 주인이 B토지의 주인에게 A토지의 공터를 주차공간으로 사용하도록 허락한 경우 B토지 주인은 지역권을 가지게 된다.

### 창설 방법
- 명시적인 수여

사기방지법상 요건을 충족하는 서면으로 창설이 가능하다.
- 묵시적 성립

1. 토지가 과거에 한 토지로 같은 소유권자에 속하였으며
2. 토지가 복수의 토지로 분할되었으며
3. 분할전에 토지가 사용되었고
4. 토지사용을 위해 합리적으로 필요한 경우

- 필요에 의한 성립

1. 토지가 과거에 한 토지로 같은 소유권자에 속하였으며
2. 지역권의 반드시 필요하며
3. 과거 사용여부는 불필요

- 시효취득

취득시효 기간 동안 공개적으로 계속하여 적대적인 용도로 사용하여 창출된 지역권을 말한다.
- 금반언에 의한 창설

## 지역권의 소멸
- 금반언(승역지의 소유자가 요역지의 소유자의 지역권을 주장 혹은 행사하지 않겠다는 약속을 신뢰하고 자신의 지위를 불리하게 바꾸었는데, 요역지 소유자가 변심하는 경우, 금반언이 적용된다.)
- 파괴: 승역지가 멸실된 경우
- 공용수용
- 포기: 사용중단과 사용을 하지 않을 의도를 표명함하여 포기할 수 있다. 예를 들어 코레일은 안산의 염전을 가로지르는 통행 지역권을 부여받았다. 지역권은 수인 철도선을 부설하고 열차를 운영하기 위한 것이다. 코레일이 열차 운행을 중단한다면 지역권을 중단시킨다. 그러한 행위만으로는 방치로 되지 않는다. 그러나 코레일이 이 철도를 인수한다면 이 행위는 방치할 의도를 입증한다
- 통합: 요역지와 승역지가 단일 소유자에게 속하는 경우 주인은 자기 자신에게 지역권을 부여할 수 없기 때문에 지역권은 자동으로 소멸하게 된다.
- 불법점유
- 명시적 포기: 서면 포기서를 작성하여 전달한다.
- 시간제한완료에 의한 소멸

## 한국법
일정한 목적을 위하여 타인의 토지를 자기토지의 편익에 이용하는 권리이다.
로마법상의 지역권은 영미법상의 지역권과 유사하지만, 전자는 승역지(承役地, servient tenement) 중심이며, 후자는 요역지(要役地, dominant tenement)에 주로 관련된다는 차이점이 있다.

## 판례

### 더 편리하다는 이유만으로 지역권을 인정할 수 없음
- 주위토지통행권은 그 소유 토지와 공로 사이에 그 토지의 용도에 필요한 통로가 없는 경우에 한하여 인정되는 것이므로, 이미 그 소유 토지의 용도에 필요한 통로가 있는 경우에는 그 통로를 사용하는 것보다 더 편리하다는 이유만으로 다른 장소로 통행할 권리를 인정할 수 없다[2]

### 제245조에 따른 지역권의 시효취득요건
- 통로의 개설이 없는 일정한 정소를 오랜 시일 통행한 사실이 있다거나 또는 토지의 소유자가 다만 이웃하여 사는 그 분으로 통행을 묵인하여 온 사실이 있다고 하더라도 그러한 사실만으로서는 지역권을 취득할 수 없고 본조에 의하여 지역권을 취득함에 있어서는 요역지의 소유자가 승역지상에 통로를 개설하여 승역지를 항시 사용하고 있는 객관적 상태가 민법 제245조에 규정된 기간 계속한 사실이 있어야 한다.[3]

- 지역권은 계속되고 표현된 것에 한하여 민법 제245조의 규정을 준용하도록 되어 있으므로, 통행지역권은 요역지의 소유자가 승역지 위에 도로를 설치하여 승역지를 사용하는 객관적 상태가 민법 제245조에 규정된 기간 계속된 경우에 한하여 그 시효취득을 인정할 수 있다.[4]

- 민법 제294조는 지역권은 계속되고 표현된 것에 한하여 민법 제245조의 규정을 준용한다고 규정하고 있으므로, 요역지의 소유자가 승역지에 통로를 개설하여 그 통로를 사용하는 상태가 민법 제245조에 규정된 기간 계속된 경우에 한하여 통행지역권의 시효취득을 인정할 수 있는 것이다[5].

- 민법 제294조는 “지역권은 계속되고 표현된 것에 한하여 제245조의 규정을 준용한다”고 규정하고 있으므로 점유로 인한 지역권취득기간의 만료로 통행지역권을 취득하기 위해서는 요역지의 소유자가 타인의 소유인 승역지 위에 통로를 개설하였을 것을 요건으로 한다[6].

- 민법 제294조의 규정에 의하여 지역권은 계속되고 표현된 것에 한하여 민법 제245조의 규정을 준용하도록 되어 있으므로, 통행지역권은 요역지의 소유자가 승역지 위에 도로를 설치하여 승역지를 사용하는 객관적 상태가 민법 제245조에 규정된 기간 계속된 경우에 한하여 그 시효취득을 인정할 수 있다.[7]

- 지역권은 계속되고 표현된 것에 한하여 민법 제245조의 규정을 준용하도록 되어 있으므로, 통행지역권은 요역지의 소유자가 승역지 위에 도로를 설치하여 승역지를 사용하는 객관적 상태가 민법 제245조에 규정된 기간 계속된 경우에 한하여 그 시효취득을 인정할 수 있다.[8]

### 도로를 개설하여 영구히 사용케 한다는 약정을 지역권 설정에 관한 합의로 볼 수 있는지 여부
- 피고가 피고 소유의 토지에 도로를 개설하여 원고로 하여금 영구히 사용케 한다고 약정하고 그 대금을 수령한 경우, 위 약정은 지역권 설정에 관한 합의이다[9].

### 토지불법점유자는 통행지역권을 시효 취득할 수 없음
- 주위통행권이나 통행지역권은 인접한 토지의 상호 이용의 조절에 기한 권리로서 토지의 소유자 또는 지상권자, 전세권자 등 토지사용권을 가진 자에게 인정되는 권리라 할 것이어서, 토지의 불법점유자는 그 토지를 사용할 정당한 권원이 없는 자라할 것이므로 토지소유권의 상린관계로서 주위토지통행권이나 통행지역권도 시효취득할 수 없다.[10]

### 지역권 존속기간
- 甲이 그 소유토지에 도로를 개설하여 乙로 하여금 영구히 사용케 한다고 약정하고 대금을 수령하면 이러한 약정은 甲·乙간의 지역권설정계약이라 할 것이다[11].

### 가정용수로 우물사용과 지역권
- 가정용수로 우물을 사용한 사실이 있다는 것만으로는 묵시적 지역권설정계약이 있다 할 수 없다[12].

### 통행의 묵인과 지역권
- 분양택지들을 매각하면서 토지 중 일부를 분양택지들을 위한 도로로 제공한 것이 아니라, 다만 토지의 매수인으로서 그 부분에 대한 다른 택지소유자들의 통행을 묵인한 것에 불과하다면 묵시적인 지역권설정계약이 성립되었다고 볼 여지가 없다[13].

### 통행지역권의 입증책임
- 지역권은 일정한 목적을 위하여 타인의 토지를 자기 토지의 편익에 이용하는 용익물권으로서 요역지와 승역지 사이의 권리관계에 터잡은 것이므로 어느 토지에 대하여 통행지역권을 주장하려면 그 토지의 통행으로 편익을 얻는 요역지가 있음을 주장 입증하여야 한다[14].

### 직접도로 개설의 필요성
- 통행지역권을 시효취득하려면 요역지의 소유자가 타인의 소유인 승역지 위에 통로를 개설하여 그 통로를 사용하는 상태가 민법 소정의 규정된 기간 동안 계속되어야 하는 것이다[15].

### 토지상의 건물의 소유와 통행지역권
- 토지의 불법점유자가 그 토지상에 소유건물을 가졌다하여 위요지 통행권이나 통행지역권의 시효취득을 주장할 수 없다[16].

### 지역권과 등기
- 지역권을 시효취득한 자는 등기함으로써 그 지역권을 취득하는 것이라고 보아야 할 것이고, 지역권을 등기한 바 없고 그 대지는 취득시효 기간이 지난 뒤에 피고가 소유자로부터 매수하여 소유권이전등기까지 경료하였다면 원고가 지역권을 승계취득하였다고 하더라도 피고에 대하여 이를 주장할 수 없다[17].

### 용익물권으로서의 용수지역권
- 유지의 물 자체의 사용권이 아니라 용수를 위한 지역권으로 용수지역권임이 분명하다면, 물 자체에 대한 권리로서의 용수권인지 용익물권으로서의 용수지역권인지를 심리 판단하여야 하는 것이다[18].

### 용수권의 시효취득
- 장구한 시간 동안 평온·공연하게 지소로부터 관개용 물을 써 왔다 할지라도 사유지에 속하는 이상 그러한 사실만으로는 위 지소의 물을 사용할 수 있는 용수권을 법률상 취득한다고는 볼 수 없고 또한 그러한 관습법도 존재하지 않는다[19].

### 지역권의 승계취득
- 지역권의 시효취득기간이 만료되었으나 등기하기 전에 승역지를 매수하여 소유권이전등기까지 경료한 매수인에 대하여 지역권의 승계취득을 주장할 수 없다[20]

## 같이 보기
- 관습법상 지상권
- 특수지역권
- 용수지역권

## 참고 문헌
- 이기우, 미국의 상린관계법 : 캘리포니아 민법을 중심으로, 토지법학 제23-2호 (2007년 12월), 2007년